# Jerzy Wypych

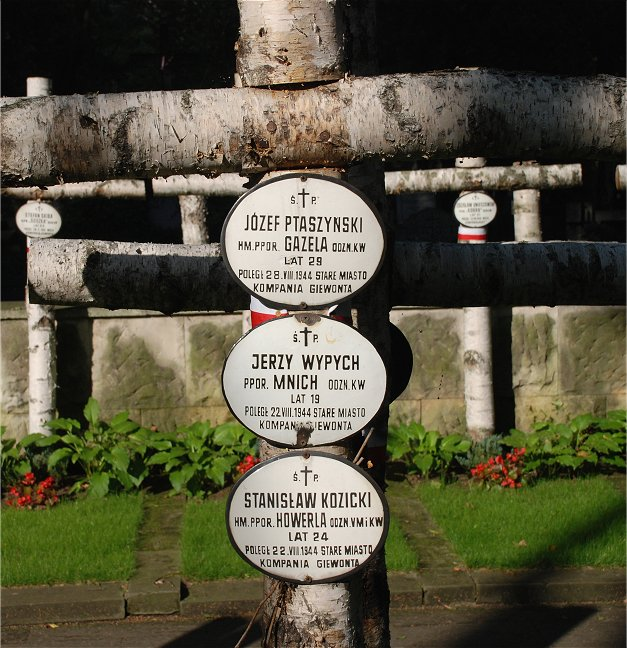
Na Powązkach Wojskowych

Jerzy Wypych ps. "Mnich" (ur. 1 lutego 1925 w Lublinie, zm. 22 sierpnia 1944 w Warszawie) – podporucznik, uczestnik powstania warszawskiego w szeregach I plutonu 3. kompanii „Giewont” batalionu „Zośka” Zgrupowania „Radosław” Armii Krajowej.

## Życiorys
Ojciec Konstanty – zawodowy wojskowy, legionista, ciężko ranny pod Kijowem, do 1935 służył w 8 pułku piechoty Legionów w Lublinie, potem 44 pułku piechoty w Równym. W 1939 w czasie marszu do Warszawy wzięty do niewoli przez Rosjan, uciekł z powrotem do Równego, a w obliczu deportacji do ZSRR przeprowadził etapami całą rodzinę (3 synów) do Generalnego Gubernatorstwa i w okolice Siedlec.
Matka – Stanisława z d. Zelent, warszawianka, była mistrzynią krawiecką.
W 1939 roku ukończył 1. klasę Gimnazjum Ogólnokształcącego w Równym. Po ucieczce w 1940 do G.G. najpierw przebywał na wsi (Żebrak), a następnie w Siedlcach ukończył dwuletnią szkołę mechaniczną.

Działał konspiracyjnie w miejscowym harcerstwie. W 1942 r. został przyjęty na pierwszy rok, w dwuletniej wówczas, Szkole im. Wawelberga w Warszawie. Będąc w konspiracji ukończył podchorążówkę.
Z tego okresu wiadomo tylko ogólnie, że działał „z bronią w ręku”.
W związku z wpadką kolegów z drużyny harcerskiej w Siedlcach (rozstrzelano 10 osób na głównej ulicy), po rozpoznaniu konfidenta wziął udział w jego likwidacji.
Wiadomo, że w okresie okupacji wykonywał jakieś plany na zlecenie organizacji, a po skończeniu podchorążówki prowadził w niej zajęcia.
W roku 1943 sprowadził swoich młodszych braci do Warszawy i dzięki kontaktom konspiracyjnym
umieścił Krzysztofa i starszego Waldemara w bursie Rady Głównej Opiekuńczej przy ul. Siennej.
Obaj przeszli przeszkolenie wojskowe i działali w Szarych Szeregach.
28 lipca 1944 r. Jerzy wpłynął na decyzję wychowawcy Mariana Korzekwy, który nakazał im opuszczenie Warszawy – tym samym uratował im prawdopodobnie życie.
W powstaniu warszawskim był zastępcą dowódcy I plutonu w 3. kompanii „Giewont” batalionu „Zośka”. Walczył wraz ze swoim oddziałem na Woli i Starym Mieście. Poległ 22. dnia powstania warszawskiego na boisku „Polonii” przy ul. Konwiktorskiej podczas natarcia na Dworzec Gdański będącego próbą połączenia Starego Miasta z Żoliborzem. Miał 19 lat. Ciała nie odnaleziono.
Symboliczny grób znajduje się w kwaterach żołnierzy i sanitariuszek baonu „Zośka” na Wojskowych Powązkach w Warszawie wraz z ppor. Józefem Ptaszyńskim (ps. „Gazela”) i hm. ppor. Stanisławem Kozickim (ps. „Howerla”) (kwatera A20-4-14) i w rodzinnym grobowcu na Tyńcu w Kaliszu.
Został odznaczony Krzyżem Walecznych.